# Козлов, Владимир Александрович (историк)
Влади́мир Алекса́ндрович Козло́в (29 сентября 1950 — 19 сентября 2023) — советский и российский историк. Кандидат исторических наук. В 1992—2013 годах — заместитель директора и руководитель Центра изучения и публикации документов Государственного архива Российской Федерации.

## Биография
Окончил московскую специализированную школу № 14 с преподаванием ряда предметов на английском языке (1967) и исторический факультет МГУ (1972), ученик В. И. Бовыкина; дипломная работа «Фонды казённых палат как исторический источник». В 1972—1988 годах работал в Институте истории СССР АН СССР. В 1979 году защитил кандидатскую диссертацию «Культурная революция и крестьянство. По материалам губерний Европейской части РСФСР. 1921—1927 гг.» (научный руководитель В. Т. Ермаков).
В 1988—1991 годах — заведующий сектором политической истории 1920—1930-х гг. Институт марксизма-ленинизма при ЦК КПСС. В 1992—2013 годах — заместитель директора и руководитель Центра изучения и публикации документов ГА РФ.
Супруга — Марина Евгеньевна Козлова, дочь историка Е. Г. Плимака. Дети: Андрей и Ирина.

## Научные труды

### Монографии
- «Маленький СССР» и его обитатели: очерки социальной истории советского оккупационного сообщества в Германии. 1945—1949 — М.: Новое литературное обозрение, 2021. В соавторстве с М. Е. Козловой.
- Культурная революция и крестьянство. 1921—1927. (По материалам Европейской части РСФСР) — М.: Наука, 1983.
- Начинается с человека: человеческий фактор в социалистическом строительстве. Итоги и уроки 30-х годов — М.: Политиздат, 1988. В соавторстве с О. В. Хлевнюком.
- Русское крестьянство: этапы духовного освобождения — М.: Мысль, 1988. В соавторстве с П. С. Кабытовым и Б. Г. Литваком.
- Исторический опыт и перестройка. Человеческий фактор в социально-экономическом развитии СССР — М.: Мысль, 1989. Руководитель авторского коллектива, автор введения и шести глав.
- История и конъюнктура. Субъективные заметки об истории советского общества — М.: Политиздат, 1992. В соавторстве с Г. А. Бордюговым.
- Массовые беспорядки в СССР при Хрущеве и Брежневе (1953 — начало 1980-х гг.) — Новосибирск: Сибирский хронограф. 1999.
- Массовые беспорядки в СССР при Хрущеве и Брежневе (1953 — начало 1980-х гг.). Издание третье, исправленное и дополненное. — М.: РОССПЭН, 2009.
- Mass Uprisings in the USSR. Protest and Rebellion in the Post-Stalin Years — M.E.Sharp: Armonk, New York, London, 2002. Перевод: Elaine McClarnand MacKinnon.
- Где Гитлер? Повторное расследование НКВД-МВД СССР обстоятельств исчезновения Адольфа Гитлера — М.: Модест Колеров и Три квадрата, 2002.
- Неизвестный СССР. Противостояние народа и власти. 1953—1985. М.: Олма-пресс, 2006.
- Непознати СССР: сукоби народа и власти: (1953—1985) / Владимир Александрович Козлов; превод са руског Драгиња Рамадански — Београд: Удружење за друштвену историју= Association for Social History, 2007 (Београд: Чигоја штампа). (Библиотека Rossica; књ. 2).
- Парадоксы этнического выживания: сталинская ссылка и репатриация чеченцев и ингушей после Второй мировой войны (1944 — начало 1960-х гг.). — СПб.; М.: Нестор-История, 2016 (соавт.: М. Е. Козлова, Ф. Бенвенути).
- Где Гитлер? Повторное расследование НКВД (МВД) СССР обстоятельств исчезновения Адольфа Гитлера (1945-1949). — 2-е изд., испр. — М.: РОССПЭН, 2016.

### Публикации в интернете
- Вайнахи в Азии (от депортации до смерти Сталина).
- Надписи на избирательных бюллетенях (интервью)
- Сталина мертвый Гитлер не интересовал (интервью)
- Все началось с убийства русского парня. Массовые беспорядки в Грозном в августе 1958 года: хроника события
- Владимир Козлов: Любой конфликт — это конфликт с властью (интервью)
- Массовые беспорядки в СССР при Хрущеве и Брежневе. Передача о книге на радио Свобода (27 октября 1999 г.) Программа В.Тольца «Разница во времени»
- Хрущев — это Ельцин коммунистической эпохи (интервью)
- Владимир Козлов, Марина Козлова. Вайнахская ссылка. Интервью журналу «Огонек». Декабрь 2004
- В. А. Козлов, С. В. Мироненко, О. В. Эдельман. Сталин умер! Из надзорных производств Прокуратуры и Верховного суда СССР по делам об антисоветской агитации и пропаганде
- Mass uprisings in the USSR: Protest and Rebellion in the Post-Stalin Years, by Vladimir A. Kozlov and Elaine McClarnand MacKinnon, M.E. Sharpe, 2002